# 朝鮮郵票博物館

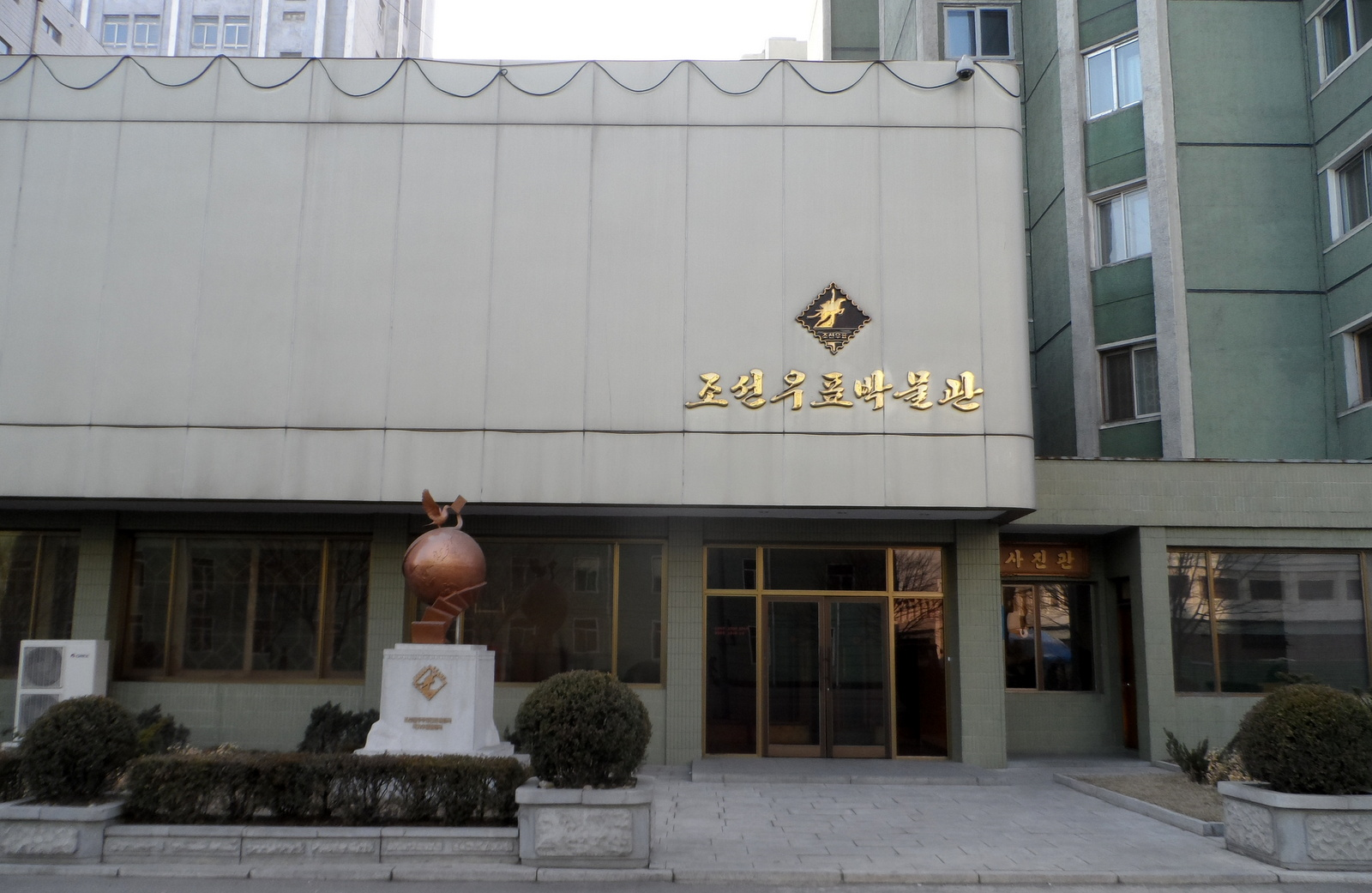
朝鲜邮票博物馆

朝鲜邮票博物馆（朝鲜语：／）位于朝鮮民主主義人民共和國平壤中区域高丽饭店旁，隶属于朝鲜国家邮票发行局，是一栋集中展示、宣传和销售朝鲜邮票等邮品的二层小楼。

## 历史
2003年9月9日開館，總建築面積650多平方米的兩層建築，展出由1946年3月12日起朝鮮發行的多種郵票。2012年，从邮票展厅升级为博物馆。博物馆从2018年4月起实施扩建工程，将在2018年9月9日朝鲜国庆70周年前完工。